# Армянский государственный экономический университет
Армянский государственный экономический университет — высшее учебное заведение в Республике Армения (РА).
Обучение в вузе организовано в стационарной и заочной формах. Длительность обучения в бакалавриате стационара составляет 4 года, а магистратура стационара два года. Заочный бакалавриат длится 5 лет, а магистратура 2,5 года.

## История
Истоки основания Армянского государственного экономического университета начинаются с 1930 года с кооперативного экономического института в ССР Армения. В 1975 году сформирована как самостоятельная единица: Ереванский институт народного хозяйства. Решением правительства Республики Армения, от 30 ноября 1999 года, переименован в Ереванский государственный экономический университет. А 6 января 2006 года вуз получил статус университета и название «Армянский государственный экономический университет» государственная некоммерческая организация. Университет на протяжении своего существования дал свыше 30 000 выпускников, которые работают в сфере высшего образования, экономической, научной, культурной и других сферах республики и за её пределами.   В составе шести факультетов АГЭУ действуют 25 кафедр. Экономический университет имеет филиалы в Гюмри и Ехегнадзоре.
С 26 сентября 2024 года ректором Армянского государственного экономического университета является доцент кафедры маркетинга Армен Григорян.
По данным 24 октября 2013 года в вузе учатся 7 932 студентов, а по данным 17 декабря вуз имеет 931 работников.

### Филиалы

#### Гюмрийский филиал
Филиал Гюмри Армянского государственного экономического университета основан 30 мая 1997 года, согласно решению 131 Правительства РА. Филиал начал свою деятельность с одним факультетом, двумя специальностями (финансы и кредит, бухгалтерский учёт и аудит). 
В 2014 году в филиале готовили экономистов по 5 специальностям.
В филиале в 2012 - 2013 учебном году учились 644 студентов.
В 2000 году было подписано соглашение между экономическим факультетом Московского государственного университета им. Ломоносова, согласно которому, предоставляется возможность лучшему студенту второго курса филиала продолжить образование в экономическом факультете Московского государственного университета им. Ломоносова.
С 1997—2011 гг. профессорско-преподавательским составом филиала были опубликованы ряд учебных пособий, научных статей. Научно-исследовательским отделом организованы 10 республиканских научных сессий и студенческих конференций. Преподаватели принимали участие в более чем 20 международных конференциях в различных научно-образовательных центрах мира.

#### Ехегнадзорский филиал
Филиал был основан решением Правительства РА в 2007 году. Впервые приём студентов был организован в 2008 году по трем специальностям — финансы, международные экономические отношения и управление. 
По данным 24 октября 2013 года в филиале получали образование 229 студентов . 
Основная часть профессорско-преподавательского состава приезжает из столицы (по данным 2013 года).
Благодаря сотрудникам и студентам филиала, при содействии местных и международных организаций, создан и действует «Центр молодёжной инициативы», активистами которого являются не только студенты, но и молодёжь города Ехегнадзор и соседних общин.
Филиал также сотрудничает с многочисленными местными и международными структурами. «Фондом стабильного развития», немецким GIZ и посольством США были осуществлены ряд программ в результате которых повысился уровень технического перевооружения.

## Факультеты

### Факультет менеджмента
Факультет менеджмента Армянского государственного экономического университета сформирован в 1979 году на основе факультета отраслевой экономики. Изначально он назывался факультет организации экономики труда, а название менеджмент получил, когда специальность Международные экономические отношения перешла в состав факультета экономическое регулирование и международные экономические отношения.
Кафедры, входящие в состав факультета:
- Кафедра менеджмента
- Кафедра микроэкономики и организации производственной деятельности
- Кафедра экономики труда
- Кафедра антикризисного управления и управления туризмом
- Кафедра управления образованием ЮНЕСКО

### Факультет регулирования экономики и международных экономических отношений
Факультет (в прошлом планово-экономический, затем — общей экономики) существует со дня основания Университета.
В состав факультета регулирования экономики и международных экономических отношений входят кафедры:
- Кафедра макроэкономики
- Кафедра экономической теории
- Кафедра международных экономических отношений
- Кафедра экономики природопользования

### Финансовый факультет
Финансово-учётный факультет был основан с первого дня основания Университета, который сегодня переформирован в финансовый факультет. На факультете готовят финансистов, бухгалтеров, аудиторов, специалистов по страховому делу и таможенному делу, а также специалистов по рынку ценных бумаг.
Факультет находится в тесных научно-учебных связях с университетами торгово-промышленной палаты города Лион Франции, Париж-12 и университетом Сарагосы Испании.
Кафедры, входящие в состав финансового факультета:
- Кафедра финансов (с 2012 года)
- Кафедра банковского дела и страхования (с 2012 года)

### Факультет маркетинга и организации бизнеса
Факультет маркетинга и организации бизнеса Армянского государственного экономического университета был сформирован в 1975 году на основе факультета товароведения и экономики товаров Ереванского института народного хозяйства. Факультет готовит профессиональные кадры по специальностям маркетинг, организация коммерции и бизнеса, товароведение, которые имеют также узкие специализации.
Кафедры, входящие в состав факультета маркетинга и организации бизнеса:
- Кафедра маркетинга
- Кафедра  коммерции  и  организации  бизнеса (с 2014 года, в 2016 году в состав этой кафедры вошла кафедра товароведения и технологии)

### Факультет информатики и статистики
Факультет статистики и обработки информации был создан в 1975 году в составе Ереванского института народного хозяйства. В 1991 году факультет был переименован на факультет экономической кибернетики, а с 2007 года переименован на факультет информатики и статистики.
Кафедры, входящие в состав факультета:
- Кафедра статистики
- Кафедра экономико-математических методов
- Кафедра управления информационными системами

### Факультет бухгалтерского учёта и аудита
Факультет бухгалтерского учёта и аудита основан в 2011 году. Факультет готовит профессиональные кадры по специальностям аудит, бухгалтерский учет и экономический анализ.
Кафедры, входящие в состав факультета:
- Кафедра финансового учёта
- Кафедра управленческого учёта и аудита

### Другие кафедры
- Кафедра философии и армянской истории (с 2012 года)
- Кафедра правоведения и политологии (с 2012 года)
- Кафедра высшей математики
- Кафедра иностранных языков
- Кафедра физического воспитания, по чрезвычайным ситуациям и гражданской обороны (с 2012 года)

## Ректоры[3]
- Владимир Неркарарян (1975 - 1979)
- Шаварш Маргарян (1979 - 1984)
- Левон Варданян (1984 - 1991)
- Торгом Налчаджян (1991 - 1993)
- Григор Киракосян (1993 - 2006)
- Юрий Суварян (2006 - 2011)
- Корюн Атоян  (2011-2018)